# كيم كولز
كيم كولز (بالإنجليزية: Kim Coles)‏ هي ممثلة أمريكية، ولدت في 11 يناير 1962 في بروكلين في الولايات المتحدة.

## وصلات خارجية
- كيم كولز على موقع IMDb (الإنجليزية)
- كيم كولز على موقع ألو سيني (الفرنسية)
- كيم كولز على موقع إن إن دي بي (الإنجليزية)
- كيم كولز على موقع قاعدة بيانات الفيلم (الإنجليزية)
- كيم كولز على موقع كينوبويسك (الروسية)